# Lynne Rudder Baker
Lynne Rudder Baker (* 14. Februar 1944 in Atlanta, Georgia; † 24. Dezember 2017) war eine US-amerikanische Philosophin und Professorin an der Universität von Massachusetts, Amherst. Ihre Arbeitsschwerpunkte lagen in der Metaphysik, der Philosophie des Geistes und Religionsphilosophie. Bekannt war sie besonders für ihre Beiträge zur Anthropologie und zur materiellen Konstitution insbesondere von Personen. 

## Werdegang
Baker erwarb 1966 einen B.A. in Mathematik an der Vanderbilt University in Nashville, Tennessee, studierte dann ein Jahr Philosophie an der Johns Hopkins University mit einem Stipendium des National Defense Education Act und kehrte nach Nashville zurück, um zu heiraten. In Vanderbilt setzte sie ihr Studium fort und erwarb 1971 und 1972 ihre M.A.- und Ph.D.-Abschlüsse in Philosophie. 
Am Mary Baldwin College unterrichtete sie von 1972 bis 1976. Von 1974 bis 1975 erhielt sie ein Andrew Mellon Postdoctoral Stipendium an der Universität von Pittsburgh. 1976 kam sie ans Middlebury College. Sie erhielt Stipendien des National Humanities Center (1983–1984) und des Woodrow Wilson International Center for Scholars (1988–1989). Seit 1989 unterrichtete sie alternierend an der Universität von Massachusetts in Amherst, ab 1994 nur noch dort. In Amherst leitete sie von 1994 bis 2003 das Graduiertenprogramm. Sie war Mitglied der Grace Episcopal Church von Amherst. An der Universität von Glasgow hielt sie die renommierten Gifford Lectures, an der Universität von Arkansas 2002 die Kraemer Lectures. Sie starb Ende 2017.
Baker vertrat allgemein nichtreduktive Auffassungen und forderte, unser alltägliches mentalistisches Vokabular ebenso ontologisch ernst zu nehmen wie das Vokabular unserer besten naturwissenschaftlichen Theorien.
Siehe auch: Realismus (Philosophie)

## Publikationen
- Saving Belief: A Critique of Physicalism. 1987
- Explaining Attitudes: A Practical Approach to the Mind. 1995
- Persons and Bodies: A Constitution View. 2000
- The Metaphysics of Everyday Life: An Essay in Practical Realism. 2007
- Naturalism and the First-Person Perspective. 2013